# Motel (banda española de rock)
Motel es una banda española de rock surgida en Castellón en 1996. Lanzan su primer disco, Uno, en 1998. En 2000 aparece El complicado sabor de la carne cruda, en 2002 Veneno Stereo y en 2003 Amigo cuchillo.
En 2009 publican Animales de Compañía con el desaparecido sello Autor. En 2011 aparece Los Renglones Torcidos y en otoño de 2013 comienzan la publicación de diversos temas que culminaron, en marzo de 2015, en el álbum Cultivos.